# دوسر طويل السفة
الدوسر طويل السفة (الاسم العلمي:Aegilops longiaristata) نوع نباتي يتبع جنس الدوسر من الفصيلة النجيلية. 